# Azana minuta
Azana minuta är en tvåvingeart som beskrevs av Loïc Matile 1999. Azana minuta ingår i släktet Azana och familjen svampmyggor. Inga underarter finns listade i Catalogue of Life.